# Bereitstellungsumgebung
Als Bereitstellungsumgebung (englisch deployment environment oder deployment tier) bezeichnet man in der Informatik ein oder mehrere Computersysteme, um ein Computerprogramm für Anwender und andere Beteiligte auszuführen und bereitzustellen.

## Unterscheidung
Abhängig vom Entwicklungsfortschritt des Programms unterscheidet man zwischen unterschiedlichen Umgebungen:
Entwicklungsumgebung
In der Entwicklungsumgebung (englisch development environment), oft kurz als DEV bezeichnet, werden die Softwareanforderungen umgesetzt und durch automatisierte Tests abgesichert. Um Fehlentwicklungen zu vermeiden, muss die Entwicklungsumgebung der Produktivumgebung nachempfunden sein. Typischerweise werden alle Dienste, von denen das Programm abhängig ist, lokal ausgeführt.
Build-Umgebung
In der Build-Umgebung, oft kurz als BUILD bezeichnet, wird der Quelltext der Anwendung zentral kompiliert, jedoch nicht ausgeführt. Die Build-Umgebung muss hierbei nicht der Produktivumgebung ähneln, sondern lediglich die für das Kompilieren nötigen Abhängigkeiten bereitstellen.
Testumgebung
In der Testumgebung (englisch testing environment), oft kurz als TEST bezeichnet, werden automatisierte Softwaretests ausgeführt. Unittests werden hierbei typischerweise nach jedem Check-In in der Versionsverwaltung ausgeführt, während lang laufende Integrationstests je nach Laufzeit teilweise nur auf täglicher (englisch Nightly) bis wöchentlicher Basis ausgeführt werden.
Qualitätssicherungsumgebung
In der Qualitätssicherungsumgebung (englisch quality assurance environment), oft kurz als QS oder QA bezeichnet, wird die Anwendung für die Qualitätssicherung bereitgestellt, in der Tester explorativ nach Fehlern in der Anwendung suchen und zusätzliche Tests implementieren. Die Qualitätssicherungsumgebung muss möglichst der Produktivumgebung entsprechen.
Staging-Umgebung (auch Integrationsumgebung und Konsolidierungsumgebung)
Die Staging-Umgebung (englisch staging environment) stellt das Programm für den Product Owner und den Kunden für die Abnahme bereit. Die Stagingumgebung muss möglichst der Produktivumgebung entsprechen.
Produktivumgebung
in dieser Umgebung, oft kurz als PROD bezeichnet, wird das Programm für den eigentlichen Einsatzzweck des Kunden verwendet und generiert hierbei einen Geschäftswert. Die Funktion des Programms wird hierbei laufend mittels Logging, Monitoring und Auditing überwacht.

## Bedeutung
Je später ein Programmfehler gefunden wird, desto teurer ist es, den Fehler zu beheben und desto höher sind die durch den Fehler verursachten Kosten. Insbesondere können Fehler in Finanzanwendungen innerhalb kurzer Zeit zu massiven Geldverlusten führen und Fehler in sicherheitskritischen Anwendungen zu einer Lebensgefahr werden. Deshalb durchläuft die Entwicklung unterschiedliche Phasen um Fehler zu finden, bevor das Programm in die Produktion geht.
| Projektstatus      | Kostenfaktor für Fehlerbehebung |
| ------------------ | ------------------------------- |
| Anforderung        | 1                               |
| Entwurf            | 3–6                             |
| Entwicklung        | 10                              |
| Testumgebung       | 14-15                           |
| Qualitätssicherung | 30–70                           |
| Produktion         | 40–1000                         |

Es ist daher wichtig, Fehler durch geeignete Maßnahmen zu vermeiden und möglichst früh zu finden. Maßnahmen umfassen hierbei:
- Verfassen der Softwareanforderung in einer automatisch verifizierbaren Sprache wie Gherkin oder Attempto Controlled English
- Checklisten, etwa die Definition of Ready (DoR) und Definition of Done (DoD) in Scrum
- Anforderungen an die Codequalität, wie SOLID-Prinzipien und Clean Code
- Automatisierte Softwaretests, insbesondere Unittests und Integrationstests
- Code-Reviews und Paarprogrammierung
- statische Code-Analyse